# Wrecking ball (Emmylou Harris)
Wrecking Ball is het achttiende studioalbum van de Amerikaanse countryartiest Emmylou Harris, uitgebracht op 26 september 1995 via Elektra Records. Harris stapte af van haar traditionele akoestische geluid en werkte samen met producer Daniel Lanois en engineer Mark Howard.
Het album staat bekend om zijn sfeervolle gevoel. Het bevat gastoptredens van Steve Earle, Larry Mullen Jr., Kate & Anna McGarrigle, Lucinda Williams en Neil Young, die zes jaar eerder het titelnummer had geschreven voor zijn album Freedom. Harris maakte voor dit album een cover van Youngs nummer.